# リド (キャバレー)
リド（仏: Le Lido）はシャンゼリゼ通り（パリ8区）の116番地に位置するキャバレーである。2022年5月に終業が発表されている。

## 歴史
第2次世界大戦前、リドはシャンゼリゼ通りの78番地に位置する特権階級用の地下プールを提供する娯楽の場所だった。「パリ・プラージュ（仏: La Plage de Paris）」という名のベル・エポックの大きな流行のもと、装飾はかの有名なヴェネチアのリード・ディ・ヴェネツィア（リド島）から影響を受けていた。
ブームは去り、1933年には一度、破産。1936年に、経営者のレオン・ヴォテッラがプールを、ディナーショーを提供する劇場へと大きな改善を行った。
1941年6月7日、ドイツ占領下のパリで、スペイン大使のジョセ・フェリックス・ド・レクエリカは作家のポール・モランや女優のアルレッティ、政治家ピエール・ラヴァルの娘であるジョセ・ラヴァルらをリドに招待した。
1946年、イタリア出身のジョセフとルイのクレリコ兄弟は、レオン・ヴォテッラからリドを買い取った。彼らは劇場を大幅に改造し、同年の6月20日には「意味もなく（仏: Sans rimes ni raison）」という名の演芸とともに、新しい舞台を発足した。
興行主ピエール・ルイ・ゲラン、芸術監督ルネ・フライデー、「ミス・ブルーベル (Miss Bluebell)」と呼ばれるマーガレット・ケリーの協力のもと、世界的に影響を与えるディナーショーを開発したのだった。
1955年、クレリコ兄弟はラスベガスのスターダストホテルで公演を行った。そして、この公演は1992年まで続くことになった。
1977年リドは成長を続ける中、ジャン・ロバート・ヴォードレ監督のもと、シャンゼリゼ通りの78番地から116番地に移転、面積6000平方メートル以上のノルマンディー風建築物に生まれ変わった。1150席のビームのないパノラマホールは、イタリアの建築家、ジョルジオ・ヴェッキアとフランコ・ボルトキニによって、建設された。ショーの視認性を良くするため、ディナー時には300人座る1階の土間を80cm下降することができる。
シャーリー・マクレーン、ローレル&ハーディ、エルトン・ジョンらがここで、公演を行っている。
1984年、イタリアのスーパーカーメーカーであるフェラーリが、同社の当時のフラッグシップモデルであったテスタロッサの記者発表を行った。
1946年以降、26のレヴューが創作された。
リドは最新レビュー「素晴らしいパリ　（Paris Merveilles) 」名の演芸とともに、2015年春、待望のリニューアルオープンを行った。
長らく赤字経営が続き、さらに新型コロナウイルスの流行で店の閉鎖が続いた。2021年12月にフランスのホテルグループ「アコー」が買収。2022年5月、キャバレーを終業し、音楽を中心とした劇場に変更されることが報じられた。

## ブルーベル・ガールズ
ブルーベル・ガールズは1932年、マーガレット・ケリー・レボヴィッチによって、設立された。彼女の青い目の色がその名の理由となった。1948年にリドのメンバーに加わった。ダンサーは皆、古典舞踏の訓練を受けているもので、身長175cm以上の条件を満たしている。リドで働くダンサーたちは「世界で最も美しく才能に富んだバーレスクダンサー」であると評されている。

## 過去のレヴュー

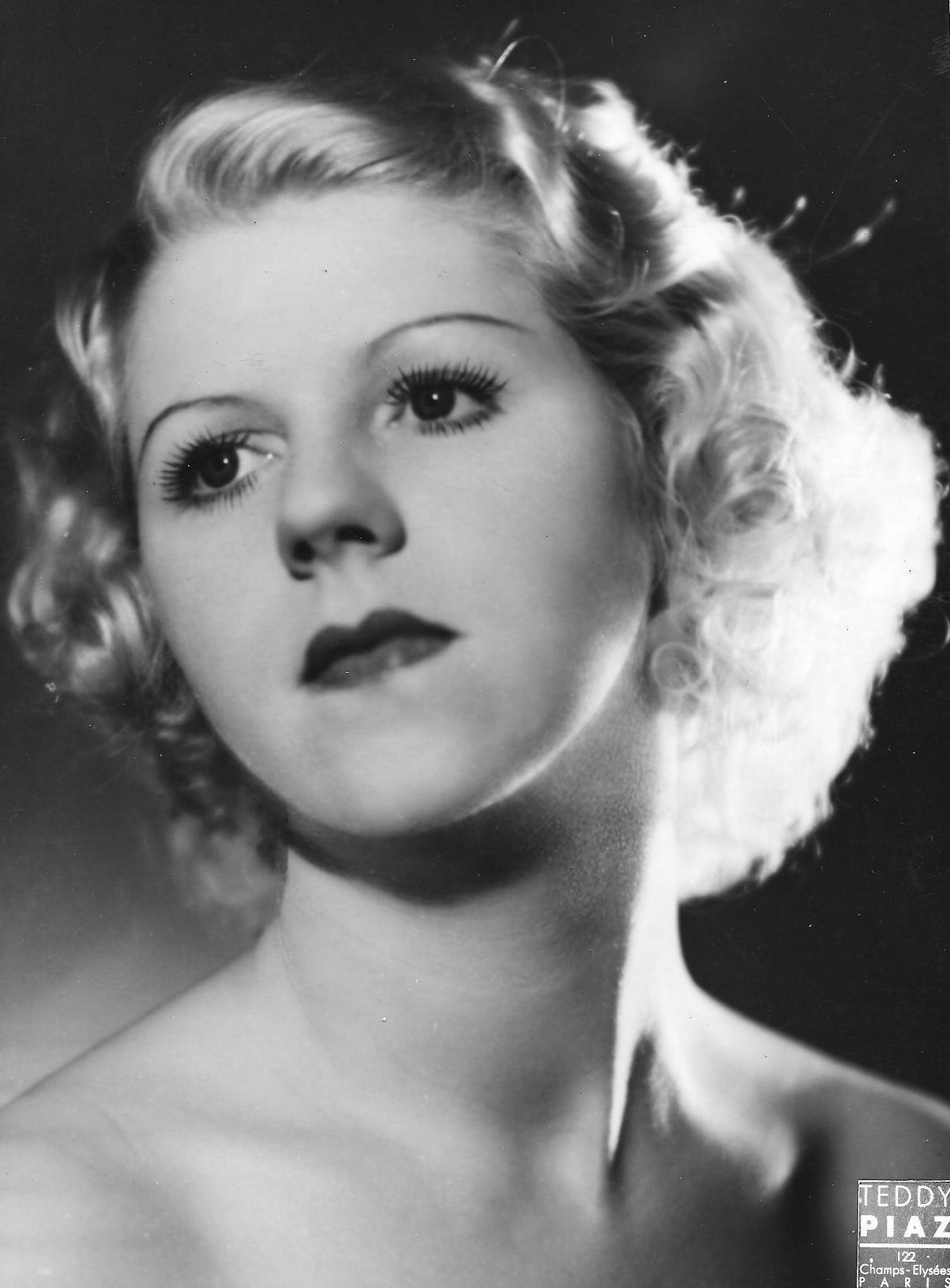
「ミス・ブルーベル」マーガレット・ケリー・レボヴィッチ

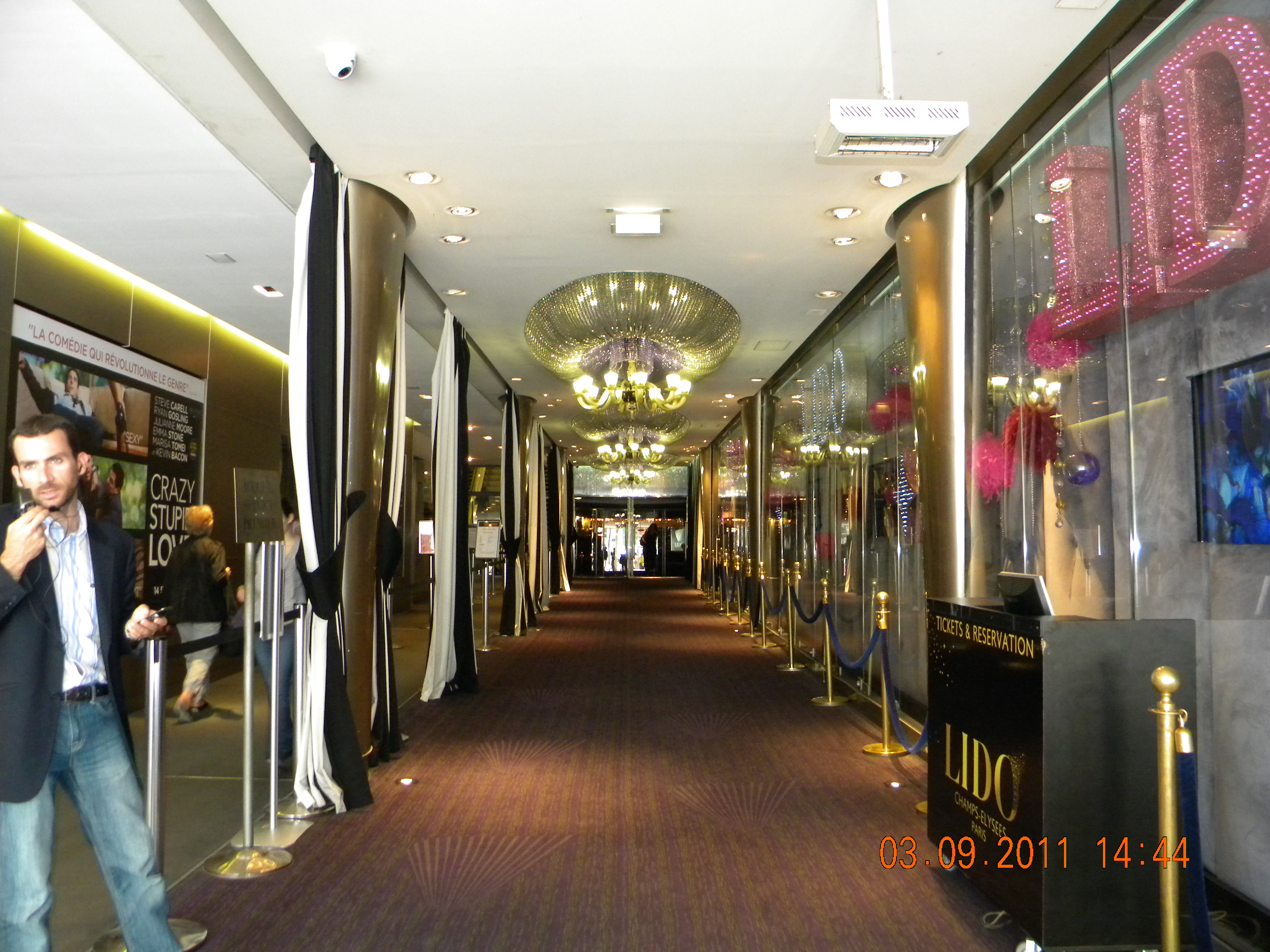
リドの内部

| 年代 | 題名                                | 年代 | 題名                               |
| ---- | ----------------------------------- | ---- | ---------------------------------- |
| 1946 | 意味もなく (Sans rimes, ni raisons) | 1961 | あなたのために (Pour vous)         |
| 1946 | ミシシッピー (Mississipi)           | 1962 | 私についてきて (Suivez moi)        |
| 1947 | メイド・イン・パリ (Made in Paris)  | 1964 | 何という夜 (Quelle nuit)           |
| 1948 | コンフェッティ (Confetti)           | 1966 | できますとも (Pourquoi pas?)       |
| 1949 | ブラボー (Bravo)                    | 1969 | グランプリ (Grand Prix)            |
| 1950 | 恍惚 (Enchantement)                 | 1971 | 夜よ、こんにちわ (Bonjour la nuit) |
| 1951 | ランデヴー (Rendez-vous)            | 1973 | 大試合 (Grand Jeu)                 |
| 1953 | ヴォワラ (Voilà)                    | 1977 | リドに行け (Allez Lido)            |
| 1954 | 欲望 (Désirs)                       | 1981 | コケコッコー (Cocorico)            |
| 1955 | して下さいますか (Voulez-vous)      | 1985 | 羽根飾り (Panache)                 |
| 1956 | お見事 (C’est Magnifique)           | 1990 | ブラビシモ (Bravissimo)            |
| 1957 | 幻惑 (Prestige)                     | 1994 | 魔法のよう (C’est Magique)         |
| 1959 | 喜んで (Avec Plaisir)               | 2003 | ボヌール（幸せ） (Bonheur)         |
| 2015 | 素晴らしいパリ(Paris Merveilles)    |      |                                    |

## 映画
- 勝手にしやがれ （1960年、仏: À bout de souffle）
- マルセイユの決着（1966年、仏: Le Deuxième souffle)
- サムライ （1967年、仏: Le Samouraï)
- 動物 （1977年、仏: L'Animal）
- 西方のエデン （2009年、仏: Eden à l'ouest）

## アクセス
- パリメトロ1号線 ジョルジュ・サンク駅下車
- RER A線 シャルル・ド・ゴール＝エトワール駅下車